# Lyrosoma pallidum
Lyrosoma pallidum es una especie de escarabajo carroñero primitivo perteneciente a la familia Agyrtidae. Se ha descrito en Corea, Rusia y Japón.